# Gare d'Årnes
La gare d'Årnes est une gare ferroviaire de la Kongsvingerbanen située dans la commune de Nes.

## Situation ferroviaire
La gare, établie à 127.1 mètres d'altitude, est située à 58.46 km d'Oslo.

## Service des voyageurs

### Accueil
La halte possède un parking de 65 places, elle est équipée d'une salle d'attente ouverte du lundi au vendredi de 5h à 11h. Il y a également une aubette proche de l'arrêt de bus. La gare n'a pas de guichet mais des automates. Un kiosque se trouve à proximité de la gare.

### Desserte
La gare est le terminus de la ligne local entre Årnes et Asker. Elle est également desservie par des trains grandes lignes en direction de Karlstad et Stockholm.

### Intermodalités
À proximité de la gare se trouve un terminal de bus.